# 1956年夏季奥林匹克运动会射击比赛
1956年夏季奥林匹克运动会射击比赛在墨尔本举行。

## 奖牌榜
| Event                                    | 金牌                                | 银牌                                    | 铜牌                                      |
| 25 metre rapid fire pistol （詳細）      | 斯特凡·彼得雷斯库 · 罗马尼亚（ROU） | Yevgeny Cherkasov · 苏联（URS）         | 格奥尔基·利基亚尔多波尔 · 罗马尼亚（ROU） |
| 50 metre pistol （詳細）                 | 彭蒂·林诺斯沃 · 芬兰（FIN）         | Makhmud Umarov · 苏联（URS）            | Offutt Pinion · 美国（USA）               |
| 300 metre rifle three positions （詳細） | Vasily Borisov · 苏联（URS）        | Allan Erdman · 苏联（URS）              | 维尔霍·于勒宁 · 芬兰（FIN）               |
| 50 metre rifle three positions （詳細）  | 阿纳托利·波格丹诺夫 · 苏联（URS）   | 奥塔卡尔·霍日内克 · 捷克斯洛伐克（TCH） | 约翰·松德贝里 · 瑞典（SWE）               |
| 50 metre rifle prone （詳細）            | Gerald Ouellette · 加拿大（CAN）    | Vasily Borisov · 苏联（URS）            | Stuart Boa · 加拿大（CAN）                |
| 100 metre running deer （詳細）          | Vitali Romanenko · 苏联（URS）      | 奥洛夫·舍尔德贝里 · 瑞典（SWE）         | Vladimir Sevryugin · 苏联（URS）          |
| Trap （詳細）                            | 加利亚诺·罗西尼 · 意大利（ITA）     | 亚当·斯梅尔琴斯基 · 波兰（POL）         | 亚历山德罗·奇切里 · 意大利（ITA）         |

## 参赛国家
| - 阿根廷（4） - （12） - 比利时（2） - 巴西（4） - 加拿大（5） - 智利（3） - 中华民国（1） - 哥伦比亚（3） - 捷克斯洛伐克（4） - 丹麦（2） |  | - 芬兰（4） - 法国（5） - 德国联队（2） - 英国（6） - 希腊（2） - 匈牙利（5） - 印度尼西亚（1） - 印度（2） - 意大利（5） |  | - 日本（6） - （2） - 马来亚（3） - 墨西哥（3） - 挪威（5） - 巴基斯坦（2） - 秘鲁（8） - 菲律宾（5） - 波兰（2） |  | - 波多黎各（3） - 罗马尼亚（4） - 南非（2） - 韩国（2） - 苏联（11） - 瑞典（8） - 美国（8） - 委内瑞拉（9） - 南斯拉夫（1） |

## 各国奖牌榜
| 排名 | 国家／地区          | 金牌 | 银牌 | 铜牌 | 總數 |
| ---- | ------------------- | ---- | ---- | ---- | ---- |
| 1    | 苏联（URS）         | 3    | 4    | 1    | 8    |
| 2    | 加拿大（CAN）       | 1    | 0    | 1    | 2    |
| 2    | 芬兰（FIN）         | 1    | 0    | 1    | 2    |
| 2    | 意大利（ITA）       | 1    | 0    | 1    | 2    |
| 2    | 罗马尼亚（ROU）     | 1    | 0    | 1    | 2    |
| 6    | 瑞典（SWE）         | 0    | 1    | 1    | 2    |
| 7    | 捷克斯洛伐克（TCH） | 0    | 1    | 0    | 1    |
| 7    | 波兰（POL）         | 0    | 1    | 0    | 1    |
| 9    | 美国（USA）         | 0    | 0    | 1    | 1    |